# علم نفس ما بعد الحداثة
علم نفس ما بعد الحداثة (بالإنجليزية: Postmodern psychology)‏ هو نهج لعلم النفس يتساءل عما إذا كانت النسخة النهائية أو الفريدة من الحقيقة ممكنة فعلاً في مجالها.
وهو إلى ذلك يتحدى النظرة الحداثية لعلم النفس باعتباره علم الفرد، لمصلحة رؤية البشر كمنتج ثقافي/مجتمعي، تهيمن عليه اللغة بدلاً من الذات الداخلية.

## خصائص
يعتمد علم نفس ما بعد الحداثة (فلسفة) على استخدام مجموعة من المنهجيات المختلفة بدلاً من اتباع نهج فريد، لاحتضان تعقيد الواقع وتجنب التبسيط المفرط. وتتحدى مرحلة ما بعد الحداثة نهجاً منهجياً وتحليلياً لفهم النفس البشرية، وهو نهج يعيبه بطبيعته استحالة اتخاذ موقف «موضوعي» منفصل؛ ويؤيد بدلاً من ذلك موقفا قابلا للتحويل قد يحافظ على إمكانية السيطرة المفاهيمية على الذات التي يتم فسخها بنفسها.
قد يؤكد البعض أن مشروع علم نفس ما بعد الحداثة نفسه متناقض، في أعقاب تفكيك الذات الموحدة - تلاشي الموضوع الذي من المفترض تقليدياً أن يحقق فيه علم النفس.

## رباعي وعبر الحداثة
كما تم ربط علم نفس ما بعد الحداثة برباعي مارشال ماكلوهان: من المفترض أن يسمح لنا "المنطق الرباعي" بقبول المعرفة دون معرفة في سياق التغيير.
يشير بول فيتز إلى تطور آخر، وهو علم النفس "ما وراء الحداثة"، باعتباره "عقلية جديدة تتجاوز الحداثة وتحولها... (حيث) سيكون علم النفس خادمة للفلسفة والإلهيات، حيث كان من المفترض منذ البداية أن يكون "- يطمح إلى علاج المشاكل العقلية من خلال التدخل المتكامل في العقل البشري والجسم معاً.